# سیلانت دندان‌پزشکی

## فیشورسیلانت
فیشورسیلانت (Fissure sealant) یا شیارپوش یکی از مواد مورد استفاده در دندان‌پزشکی می‌باشد. سیلانت‌ها از مواد پلاستیکی بی‌رنگ یا به رنگ سفید ساخته شده‌اند و برای محافظت سطوح دندان‌هایی که دارای شیارهای عمیق و منافذ می‌باشند، به‌خصوص برای سطح جونده دندان‌های خلفی که بیشترین پوسیدگی‌ها در آن‌ها یافت می‌شوند، بکار می‌روند. بعبارت دیگر سیلانت‌ها از پوسیدگی دندان جلوگیری می‌کنند.
درمان فیشورسیلانت یا شیار پوش یکی از درمانهای پیشگیری در دندانپزشکی محسوب می‌گردد که به کمک مواد شیار پوش انجام می‌شود. شایع‌ترین سیلانت‌ها بر پایهٔ رزین Bis-GMA (بیس فنول A-گلیسیدیل متاکریلات) بوده و لایت کیور می‌باشند. همچنین برخی از محصولات سلف کیور نیز در دسترس هستند. ترکیب شیمیایی سیلانت Bis-GMA مشابه رزین کامپوزیت‌هایی است. تفاوت اصلی آن‌ها در این است که سیلانت‌ها، سیال‌تر بوده و درنتیجه بهتر می‌تواند به داخل پیت‌ها، فیشورها و نواحی اچ شده نفوذ کرده و گیر بیشتری داشته باشد. رزین Bis-GMA ویسکوز با تزریق یک رقیق‌کننده مانند تری اتیلن گلیکول دی متاکریلات یک رزین با ویسکوزیته کم و روان‌تر تولید می‌کند.
یک ماده جایگزین و مشابه اولیگومری، اورتان دی متاکریلات می‌باشد. بعضی از مواد از ترکیب دو ماده با بیس رزینی ایجاد شده‌اند. برای افزایش سفتی و بهبود مقاومت در برابر سایش، ذرات فیلر از جنس سیلیکای دود شده یا گلاس‌های غیر آلی سایلن‌شده اضافه می‌شوند تا کامپوزیتی با ویسکوزیته کم ایجاد شود.

## مراحل فیشور سیلانت تراپی
این عمل برای هر دندان حدود ده دقیقه طول می‌کشد و بدون درد است. در ابتدا دندان با استفاده از یک محلول از پیش تهیه شده، تمیز و خشک می‌شود و پس از آن به وسیله برس پلاک دندانها و میکروب‌ها از روی سطح دندان برداشته می‌شوند. سپس فیشورسیلانت مایع را بر روی سطح دندان می‌ریزند و با نور فرابنفش آن را خشک می‌کنند.

## مزایای فیشورسیلانت
با استفاده از فیشورسیلانت شیارهای عمیق روی سطح جونده دندان پر می‌شوند، غذا و میکروب‌ها در این شیارها گیر نخواهند کرد و کودک شما در آینده دردی را در دندان‌های خود تحمل نخواهد کرد.